# Ябара
Я́бара (эст. Jabara, на письме ранее — Jäbara), ранее также Я́бора (эст. Jabora) — деревня в волости Люганузе уезда Ида-Вирумаа, Эстония.  

## География и описание
Расположена в северо-восточной части Эстонии, на берегу Финского залива. Расстояние от деревни до уездного центра — города Йыхви — 21 километр, до волостного центра — посёлка Люганузе — 6 километров. Высота над уровнем моря — 41 метр.
Климат умеренный. Официальный язык — эстонский. Почтовый индекс — 43304.

## Население
По данным переписи населения 2021 года, в Ябара проживали 38 человек, из них 33 (86,8 %) — эстонцы.
По состоянию на 1 января 2020 года в деревне насчитывалось 49 жителей, из них 26 мужчин и 23 женщины; детей в возрасте до 14 лет включительно — 4, лиц пенсионного возраста (65 лет и старше) — 8.
По данным переписи населения 2011 года, в деревне проживали 29 человек, все — эстонцы.
Численность населения деревни Ябара по данным переписей населения:
| Год  | 1959 | 1970 | 1979 | 1989 | 2000 | 2011 | 2021 |
| ---- | ---- | ---- | ---- | ---- | ---- | ---- | ---- |
| Чел. | 49   | ↘ 31 | ↗ 34 | ↘ 19 | ↗ 27 | ↗ 29 | ↗ 38 |

## История
В письменных источниках 1726 года упоминается Jabbara и Klein Jabbara (две деревни), 1796 года — Jabbar (скотоводческая мыза) рыцарской мызы Изенгоф (Пюсси). Но по некоторым данным, первые сведения о деревне относятся уже к 1492 году (Rappyarue myt der molen).
На военно-топографических картах Российской империи (1867 год), в состав которой входила Эстляндская губерния, обозначена полумыза Ябара. В 1945 году деревня была записана как Ябора (Jabora). В 1977 году, в период кампании по укрупнению деревень, с Ябара была объединена деревня Сопе (эст. Sope).
В советское время входила в Люганузеский сельсовет Кохтла-Ярвеского района, относилась к колхозу «Хийе».

## Археология
Ябара является одной из самых археологически хорошо исследованных деревень Cеверо-восточной Эстонии. В 1925–1927 и 1933–1934 годах раскопки вела Марта Хансовна Шмидехельм (Marta Schmiedehelm).
На небольшом моренном участке здесь находится ряд каменных могильников с оградками длиной 300 метров. Извлечены многочисленные археологические материалы.
Могильник Сопе был создан примерно в 2000 году до н. э. По одному из найденных здесь скелетов российский археолог, антрополог и скульптор М. М. Герасимов реконструировал скульптурный портрет так называемой «женщины Сопе».

## Комментарии
1. ↑  Эстонские топонимы, оканчивающиеся на -а, не склоняются и не имеют женского рода (исключение — Нарва)[7].